# 전주교도소
전주교도소(全州矯導所)는 일제강점기부터 이어져 온 대한민국의 교도소이다.

## 역사
한일 병합 조약 체결 직전인 1908년에 전주에 세워졌다. 당시에는 광주감옥 전주 분감이었다. 일제 강점기인 1920년에 전주감옥으로 승격했다.
1923년에는 전주형무소로 개칭하였고, 이후 신건설사 사건으로 체포된 좌익 문예인들이 수감되는 등 일제 강점기와 미군정, 대한민국 건국 초기의 혼란기 속에 많은 정치범들이 수감되었다. 특히 대한민국 건국 무렵 제주 4·3 사건으로 체포된 좌익수들이 이 곳에 수감되어, 전주형무소의 정원이 900여명일 때 정원의 두 배가 넘는 1,900여명이 갇혀 있었다. 한국 전쟁 중 정치범 수백 명에서 수천 명이 이 곳에서 집단 피살된 것으로 추정된다.
1961년에 전주교도소로 개칭했다. 전주시 완산구 평화동3가의 현 위치로 이전한 것은 1972년이다.

## 사건
- 2004년 8월 절도, 강도 등으로 징역 4년형을 선고받고 2005년 1월부터 전주교도소에 수감되어 복역중이었던 최병국(29)이 2005년 7월 11일 오전 11시40분경 운동시간에 탈옥하여 51시간만인 7월 13일 오후 1시50분경 일제 검문검색 중이던 대전지방경찰청 북부경찰서 신탄진지구대 이덕우 순경 등에 의하여 대전광역시 대덕구 신대동 중고자동차 매매상가 앞 모 골프연습장 주차장에서 앞뒤 번호판이 다르게 부착된 코란도 차량을 발견하여 100여ｍ의 추격전끝에 검거되었다. 최병국은 "수감후 아내와 딸이 한동안 면회를 오지 않아 딸이 보고 싶어 탈옥을 결심하게 됐다"고 말하면서 교도소내에서 신학을 공부하고 싶었지만 교도소 측이 허락하지 않는 등 재소자 처우에 불만이 있었다고 밝혔다. 탈옥으로 도주죄(1년이하), 납치강도(3년이상), 절도(6년이하) 등이 추가로 적용되었다.[3][4]
- 1988년 강도 살인 미수 혐의로 7년형을 선고받고 1995년 출소후 4개월만에 1995년 11월 29일 살인, 절도, 사체손괴, 현주건조물방화미수, 사문서위조, 위조사문서행사, 사기죄 등으로 무기징역형을 선고받고 1996년 3월부터 전주교도소에 수감되어 복역중이던 홍승만(본명:홍성만)(47)은 가족이 교도소 복귀를 보증하는 조건으로 영치금 250여만원을 가지고 2015년 4월 17일 4박5일의 고향인 경기도 하남으로 귀휴를 나간 뒤 4월 20일 오후에 6∼7년간 편지를 주고받으며 애인 사이로 발전한 A씨를 만나 친형과 함께 A씨가 사는 안양의 집을 방문해 혼인신고를 요청했으나 거절당하고[5] 4월 21일 오전 6시30분에 "아침 7시까지 복귀하겠다."고 하고 1시간 후인 오전 7시30분 가족들과 아침 식사를 하던 중 "배가 더부룩하다"고 말한 뒤 집을 나간 것으로 파악됐으나 오전 11시부터 연락이 끊긴 채 교도소 복귀 시점인 오후 4시에 재소자가 복귀하지 않은 상태에서 전주교도소는 "평소 수감 생활이 워낙 모범적이었기 때문에 피치 못할 사정으로 복귀하지 못했을 가능성도 있어 현재는 도주가 아닌 미복귀 상태로 보고 행방을 추적하고 있다"고 밝혔다가 경찰 등 관계 기관과 협력해 홍승만의 위치를 파악하는 등 소재를 파악 중이며 전국에 현상금 1000만원으로 공개수배를 하였다.[6][7]
- 수용자 스트레스 해소와 심신 안정을 통한 교정 교화와 건전한 사회복귀를 위해 ‘심신 치유실’을 개관했다. 심신 치유실엔 노래방과 두더지 잡기 게임기 2대가 설치됐다.

노래방은 1명이 이용할 수 있는 6.6㎡ 규모의 방과 2명이 이용할 수 있는 9.9㎡ 규모의 방 등 3개실이 있다. 사용 시간은 평일 오전 9시부터 오후 3시까지로 모든 수용자가 무료로 이용할 수 있다.
전주교도소는 교정협의회 도움을 받아 2020년초부터 5000만원을 들여 사형수와 자살·자해 등으로 스트레스가 심한 재소자들이 스트레스 해소와 심신 안정을 통한 교정 교화와 건전한 사회복귀를 위해 노래방과 두더지 잡기 게임기 2대가 설치된 ‘심신 치유실’을 개관했으나 이런 사실이 알려지자 논란이 되었다.

## 조직
조직은 총무과, 보안관리과, 직업훈련과, 복지지원과, 교육교화과, 분류심사과, 보건의료과, 출정사무과로 이루어져 있다. 이 가운데 출정사무과는 2001년에 구치업무 병행 8개 대형교도소에 법무부령으로 신설된 것이다. 교도소 구호는 "사랑과 봉사의 생활화"이다.